# Tümpelgartenschule
Die Tümpelgartenschule ist eine kombinierte Grund-, Haupt- und Realschule im Stadtbezirk Lamboy der Stadt Hanau in Hessen. In der im Jahr 1964 gegründeten Schule werden etwa 700 Schüler von 55 Lehrern unterrichtet.

## Geschichte

### Entwicklung
1962 entschied die Stadt Hanau, neben der bereits bestehenden Gebeschusschule eine zweite Volksschule im Stadtbezirk Lamboy einzurichten. Die Standortwahl fiel dabei auf das damals in Planung befindliche Neubaugebiet Tümpelgarten im Süden des Lamboy. 1963 starteten die Bauarbeiten, die 4 Millionen DM kosten. Aufgrund steigender Schülerzahlen wurden die ersten Klassen für die neue Schule an der Gebeschusschule eingerichtet, die wegen der beengten Platzverhältnisse so lange im Schichtunterricht arbeiten musste. Im folgenden Jahr konnte die Tümpelgartenschule eingeweiht werden und die Klassen konnten in die neue Schule umziehen.
Die Schülerzahlen stiegen stetig, vor allem als die Gebeschusschule 1969 die Mittelstufe aufgab und zur reinen Grundschule wurde. Waren es 1965 noch 651 Schüler, die die Tümpelgartenschule besuchten, waren es 1971 bereits 850, was zu Platzmangel führte. In der Zwischenzeit entstand im Stadtteil Hanau-Kesselstadt auf der anderen Seite der Stadt die Otto-Hahn-Schule. Daraufhin wurde in der Tümpelgartenschule der Hauptschulzweig geschlossen, womit die Schülerzahl bis 1986 auf die Hälfte fiel. 1988 fiel die Entscheidung, an der Tümpelgartenschule wieder einen Haupt- neben dem Realschulzweig einzurichten.
Als mit dem Abzug der amerikanischen Truppen aus Hanau die nahegelegene Francois-Kaserne geräumt wurde, bezog der Grundschulzweig eine Dependance in einem der leerstehenden Gebäude.
2008 beantragte die Schule, die Umwandlung in eine integrierte Gesamtschule. Die Stadtverordnetenversammlung von Hanau nahm den Antrag im folgenden Jahr an und plante die Umwandlung zum Schuljahr 2010/2011. Seit der Einführung von G8 in Hessen ist die Nachfrage nach integrierten Gesamtschulen stark gestiegen, da hier das Abitur weiterhin in neun Jahren absolviert werden kann. Die einzige integrierte Gesamtschule in Hanau ist die Lindenauschule. 2010 lehnte das hessische Kultusministerium den Antrag jedoch ab, da es den Bedarf an integrierten Gesamtschulen durch die Schulen im Umland als ausreichend gedeckt sah.
2013 entschied sich die Stadt Hanau, die sich zwischenzeitlich aufgrund hoher Verschuldung unter dem kommunalen Schutzschirm befand, den Haupt- und Realschulzweig der Tümpelgartenschule bis 2019 einzustellen. Aufgrund sinkender Schülerzahlen und der Sanierungsbedürftigkeit der Schulgebäude sollen die Haupt- und Realschüler auf umliegende Schulen, vor allem das erst kürzlich errichtete Schulzentrum Hessen-Homburg verwiesen werden. Dies löste einen großen Protest der Betroffenen aus. Aufgrund zahlreicher Neubaugebiete in Hanau und dem Zuzug junger Familien sei nicht mit sinkenden, sondern mit steigenden Schülerzahlen zu rechnen, sodass langfristig ein Bedarf an einer zweiten Haupt- und Realschule in Lamboy bestehe. Viele Familien meldeten ihre Kinder aus Protest an der Tümpelgartenschule an, um die Schule zu retten.

### Ereignisse
Nur einen Monat nach der Eröffnung ereignete sich am 11. November 1964 ein Explosionsunglück an der Tümpelgartenschule. Zwei Schüler der Schule hatten Anfang Oktober aus einem Munitionsdepot der US-Armee eine Kiste mit hochexplosiver Munition entwendet. Dabei hatten sie einige der Geschosse verloren. Am Unglückstag fand ein elfjähriger Schüler auf dem Schulweg den Sprengkörper und ließ ihn am Ende der großen Pause fallen. Durch die Explosion wurden 55 Schüler teils schwer verletzt. An den folgenden Tagen kam es mehrmals zu Schulschließungen aufgrund anonymer Bombendrohungen im Hanauer Raum, weitere Bombendrohungen gingen an Schulen in Wiesbaden, Frankfurt am Main und Münster.

## Besonderheiten
Die Schule besuchen mit einem überdurchschnittlich hohen Anteil sozial benachteilige Schüler, viele von ihnen Migranten. Die Schule versucht daher, die Klassen möglichst klein zu halten, um das Konfliktpotential zu reduzieren, vor allem in der Hauptschule liegt die Klassenstärke mit durchschnittlich 17 Schülern unter dem landesweiten Durchschnitt. Außerhalb des Unterrichts werden die Schüler von einem Lehrer zusammen mit einem Sozialpädagogen betreut, um familiäre und persönliche Probleme aufzudecken und zu beheben.
In der 5. und 6. Klasse werden die Schüler der Mittelstufe zu einer Förderstufe zusammengefasst, erst danach folgt die Aufteilung in den Haupt- und Realschulzweig. Jeder Schüler muss verpflichtend eine Arbeitsgemeinschaft wählen, an der er nachmittags nach der Schule teilnimmt. In der 7. Klasse der Realschule findet verpflichtender Theaterunterricht statt, um das Selbstbewusstsein und die Sprachkompetenz der Schüler zu fördern. Ab der 8. Klasse findet eine enge Zusammenarbeit mit dem Arbeitsamt statt, um den Schülern bei der Berufswahl behilflich zu sein. Schüler, bei denen der Hauptschulabschluss gefährdet ist, werden in eine „SchuB-Klasse“ (Schule und Beruf) verlegt, bei der die Schüler in einer Berufsschule verschiedene Berufe kennenlernen.